# Karl-Joachim Kierey
Karl-Joachim Kierey (* 26. November 1940 in Nordhausen; † 8. September 2023) war ein deutscher Politiker (CDU) und Staatssekretär in Berlin.

## Leben
Kierey studierte von 1967 bis 1970 Geschichte und Politologie an den Universitäten in Berlin und Frankfurt am Main mit Abschluss als Diplom-Politologe an der FU Berlin 1967. Ab 1970 war er für die CDU im Bereich der Öffentlichkeitsarbeit tätig. Er amtierte 1985 als Staatssekretär beim Berliner Senator für Wirtschaft und Arbeit und bis 1989 beim Senator für Justiz- und Bundesangelegenheiten.
Kierey hatte in der Berliner CDU verschiedene Parteiämter inne. Anschließend war er von 1993 bis 2000 als einer der Geschäftsführer Messe Berlin tätig. Er verstarb am 8. September 2023.